# Vachirawit Chiva-aree
Vachirawit Chivaaree (en tailandés วชิรวิชญ์ ชีวอารี; Nakhon Pathom, 27 de diciembre de 1997), conocido profesionalmente como Bright Vachirawit o sencillamente Bright (en tailandés: ไบร์ท), es un actor, cantante, presentador, empresario y modelo tailandés de origen Asiático-estadounidense. Es más conocido por su papel principal como Sarawat en 2gether: The Series y Thyme en F4 Thailand, el cual le trajo el reconocimiento internacional.Es propietario de la mercancía ASTRO Stuff y de la agencia Cloud9 Entertainment.

## Educación y primeros años
Vachirawit nació el 27 de diciembre de 1997 en Nakhon Pathom, Tailandia, como Kunlatorn Chiva-aree, de padre tailandés-estadounidense y madre tailandesa-china. De niño, sus padres se divorciaron y creció en Tailandia con sus parientes maternos, y se crio con sus primos. Su padre, así como sus familiares, viven actualmente en Washington, D.C. en los Estados Unidos. Proviene de una familia de músicos, y su tío era dueño de una escuela de música. A la edad de 10 años, Vachirawit comenzó a aprender varios instrumentos musicales, incluida la guitarra, el bajo y la batería.
Vachirawit completó su educación secundaria inferior en la escuela Suankularb Wittayalai y la educación secundaria superior en la escuela Triam Udom Suksa. Inicialmente cursó el Programa de Ingeniería de Inglés de Thammasat (TEPE) en la Facultad de Ingeniería de la Universidad de Thammasat, pero decidió obtener una licenciatura en marketing (programa internacional) en la Universidad de Bangkok.

## Emprendimiento y Vida personal
Bright lanzó su propia tienda bajo la marca "Astro-stuffs" a finales de mayo de 2020, la cual se enfoca en la venta de ropa, bolsas, vasos, y otros, siempre manteniendo una orientación ecologista y sostenible. Las ganancias son principalmente destinadas a beneficencia, enfocándose principalmente en la Fundación Seub Nakhasathien para apoyar sus trabajos de conservación de vida silvestre y tierras forestales en Tailandia. Él ha expresado continuamente su apoyo a la comunidad LGBT y apoyo a la legalización del matrimonio entre personas del mismo sexo en Tailandia.
Bright vida personal la mantiene en privado, sin embargo, la prensa y los medios destacan en continuas ocasiones que lo que el público ve, es lo que él es como persona, señalándolo como alguien humilde y trabajador.
En 2022, Bright inició "Un árbol plantado" para agricultores empoderados y "Derecho a jugar - Proteger. Educar. Empoderar" para niños desfavorecidos.
En abril de 2023, la marca de Bright "ASTRO Stuffs: We Make Good Stuff Company Limited", entre 19 miembros de Tailandia, apareció como miembros de Better Cotton Initiative (BCI), un grupo de gobernanza de múltiples partes interesadas sin fines de lucro, que contribuye a la Objetivos de las Naciones Unidas para lograr una mejor sostenibilidad del agua y una agricultura sostenible a nivel mundial.
El 22 de abril de 2024 en la conferencia de prensa de estreno de Love You To Debt, Bright anunció su relación con la cantante y actriz tailandesa-china Pornnappan Pornpenpipat (Nene), a quien conoció hace 4 años mientras trabajaba en la industria.

## Filmografía

### Películas
| Año  | Título                 | Rol        | Notas           | Ref.                 |
| ---- | ---------------------- | ---------- | --------------- | -------------------- |
| 2016 | Love Say Hey           | Tae        | Papel principal | [ 21 ] [ 22 ] [ 23 ] |
| 2018 | 0.9 Kilometers to Mile | Short film | Main Role       | [ 24 ]               |
| 2021 | 2gether: The Movie     | Sarawat    | Lead Role       | [ 25 ]               |
| 2023 | Congrats My Ex!        | Tim        | Lead Role       | [ 26 ] [ 27 ]        |
| 2024 | Love You To Debt       | Bo         | Lead Role       | [ 28 ]               |

### Televisión
| Año  | Título                                      | Rol                        | Notas                 | Ref.   |
| ---- | ------------------------------------------- | -------------------------- | --------------------- | ------ |
| 2013 | Strawberry Krubcake                         | Él mismo                   | Presentador Principal | [ 29 ] |
| 2013 | The Beginning                               | Bright                     | Papel Principal       | [ 30 ] |
| 2014 | Karma                                       | Tao                        | Invitado              | [ 31 ] |
| 2018 | I Sea U                                     | Peter                      | Papel Principal       | [ 32 ] |
| 2018 | Love Songs Love Series: Rao Lae Nai         | Bright                     | Papel Principal       | [ 33 ] |
| 2018 | Roop Thong                                  | Ekkarat                    | Invitado              | [ 34 ] |
| 2018 | Social Death Vote                           | Day                        | Papel Principal       | [ 35 ] |
| 2018 | Love Songs Love Series: Ja Ruk Reu Ja Rai   | Ter                        | Papel Principal       | [ 36 ] |
| 2018 | Love Songs Love Series: Gor Koey Sunya      | Ken                        | Papel Principal       | [ 37 ] |
| 2018 | Yuttakarn Prab Nang Marn                    | Tuanote                    | Invitado              | [ 38 ] |
| 2019 | Toe Laew (Season 1)                         | Él mismo                   | Papel Principal       | [ 39 ] |
| 2019 | Korn Aroon Ja Roong                         | Anotai                     | Papel Secundario      | [ 40 ] |
| 2019 | My Ambulance                                | Peng (young)               | Invitado              | [ 41 ] |
| 2019 | Heha Mia Navy                               |                            | Papel Secundario      | [ 42 ] |
| 2020 | 2gether: The Series                         | Sarawat                    | Papel Principal       | [ 43 ] |
| 2020 | Play2gether                                 | Él mismo                   | Presentador Principal | [ 44 ] |
| 2020 | Bright - Win Inbox                          | Él mismo                   | Presentador Principal | [ 45 ] |
| 2020 | Still 2gether                               | Sarawat                    | Papel Principal       | [ 46 ] |
| 2020 | Toe Laew (Season 2)                         | Él mismo                   | Presentador Principal | [ 47 ] |
| 2021 | F4 Thailand                                 | Thyme                      | Papel Principal       | [ 48 ] |
| 2021 | In Time With You: Thueng Ham Jai Kor Ja Rak | Nick                       | Papel Secundario      | [ 49 ] |
| 2022 | Astrophile                                  | Kimhan                     | Lead Role             | [ 50 ] |
| 2022 | Good Old Days: Story 4: Our Soundtrack      | Thanis Weerasakwong (Tong) | Lead Role             | [ 51 ] |
| 2023 | Midnight Museum: Ep.3                       | Moth                       | Guest Role            | [ 52 ] |
| 2023 | Enigma: Ep.4                                | Tul                        | Guest Role            | [ 53 ] |

## Discografía

### Singles
| Año  | Título de la canción                         | Notas                | Ref.   |
| ---- | -------------------------------------------- | -------------------- | ------ |
| 2021 | "Unmovable" (Move ไปไหน)                     | GMMTV Records        | [ 54 ] |
| 2022 | "Lost and Found"                             | GMMTV Records        | [ 55 ] |
| 2023 | "My Ecstasy" ft. D. Gerrard                  | RISER Music          | [ 56 ] |
| 2023 | "Saturday Night" (มาดูแมวดำน้ำทำกับข้าวบ้านเรามั้ย) | RISER Music          | [ 57 ] |
| 2023 | "I Think of You"                             | RISER Music          | [ 58 ] |
| 2023 | "Try" ft. Matcha Mosimann                    | RISER Music          | [ 59 ] |
| 2024 | Long Run                                     | Cloud9 Entertainment |        |

### Apariciones en videos musicales
| Año  | Título de la canción                                      | Artista(s)                                                                   | Rol             | Notas                                 | Ref.   |
| ---- | --------------------------------------------------------- | ---------------------------------------------------------------------------- | --------------- | ------------------------------------- | ------ |
| 2013 | "กอดไม่ได้" (Kot Mai Dai)                                   | Bedroom Audio                                                                | Interés amoroso | Video Musical Oficial                 | [ 60 ] |
| 2018 | "ปีศาจ" (Pi Sat)                                           | Natthawut Jenmana (Max)                                                      | Day             | OST. Social Death Vote                | [ 61 ] |
| 2018 | "เอามั้ย" (Ao Mai)                                          | Numchok Tanud-rum (Singto) Popetorn Soonthornyanakij (Two)                   |                 | Video Musical Oficial                 | [ 62 ] |
| 2018 | "ร้องไห้คนเดียว" (Raung Hai Kon Diow)                        | Muzu                                                                         |                 | Video Musical Oficial                 | [ 63 ] |
| 2019 | "คนเดิม" (Kon Derm)                                        | Napassorn Phuthornjai (New)                                                  |                 | Video Musical Oficial                 | [ 64 ] |
| 2019 | "Your Story"                                              | PAAM                                                                         |                 | Video Musical Oficial                 | [ 65 ] |
| 2020 | "ติดกับ" (Tit Kap)                                          | Natthawut Jenmana (Max)                                                      | Sarawat         | 2gether: The Series Tema de apertura  | [ 66 ] |
| 2020 | "คั่นกู" (Kan Goo)                                           | Vachirawit Chiva-aree (Bright)                                               | Sarawat         | 2gether: The Series Tema de cierre    | [ 67 ] |
| 2020 | "ตกลงฉันคิดไปเองใช่ไหม" (Tok Long Chan Kid Pai Eng Chai Mai) | Vachirawit Chiva-aree (Bright)                                               | Sarawat         | OST. 2gether: The Series              | [ 68 ] |
| 2020 | "Thank You To My Silent Heroes"                           | Ada Chunhavajira Vachirawit Chiva-aree (Bright) Metawin Opas-iamkajorn (Win) | Él mismo        | Special Olympics Thailand             | [ 69 ] |
| 2020 | "ตามตะวัน" Tam Ta Wan                                      | NUM Kala (ณพสิน แสงสุวรรณ) Add Carabao (ยืนยง โอภากุล)                           | Nont            | Video Musical Oficial                 | [ 70 ] |
| 2020 | "With A Smile"                                            | Vachirawit Chiva-aree (Bright)                                               | Sarawat         | OST. Still 2gether (Versión filipina) |        |
| 2020 | "ยังคู่กัน" (Yang Khu Kan)                                    | Vachirawit Chiva-aree (Bright) Metawin Opas-iamkajorn (Win)                  | Sarawat         | OST. Still 2gether                    | [ 71 ] |
| 2020 | "คนนั้นต้องเป็นเธอ" (Kon Nan Taung Pen Tur)                   | Metawin Opas-iamkajorn (Win)                                                 | Sarawat         | OST. Still 2gether                    | [ 72 ] |

### OST
| Año  | Título                                                                                  | Sello discográfico        | Ref.   |
| ---- | --------------------------------------------------------------------------------------- | ------------------------- | ------ |
| 2020 | "คั่นกู" (Kan Goo)                                                                         | GMMTV Records             | [ 67 ] |
| 2020 | "ตกลงฉันคิดไปเองใช่ไหม" (Tok Long Chan Khit Pai Eng Chai Mai)                              | GMMTV Records             | [ 68 ] |
| 2020 | "Thank You To My Silent Heroes" together with Metawin Opas-iamkajorn & Ada Chunhavajira | Special Olympics Thailand | [ 69 ] |
| 2020 | "With A Smile" original by Eraserheads                                                  | Star Music                | [ 73 ] |
| 2020 | "ยังคู่กัน" (Yang Khu Kan) together with Metawin Opas-iamkajorn                             | GMMTV Records             | [ 71 ] |

## Premios y nominaciones
| Año  | Premio                                   | Categoría                                                         | Trabajo nominado                     | Resultado | Ref.                    |
| ---- | ---------------------------------------- | ----------------------------------------------------------------- | ------------------------------------ | --------- | ----------------------- |
| 2020 | Maya Awards                              | Best Couple                                                       | 2gether: The Series                  | Nominado  | [ 74 ]                  |
| 2020 | Kazz Awards                              | Kazz Magazine's Favorite                                          | 2gether: The Series                  | Ganador   | [ 75 ]                  |
| 2020 | Line Thailand People's Choice Awards     | Best Couple                                                       | 2gether: The Series                  | Ganador   |                         |
| 2020 | Thairath Best of 2020                    | Best Couple                                                       | 2gether: The Series                  | Ganador   |                         |
| 2021 | Fever Awards 2020                        | Best Drama-Series Song Fever Award                                | "Kan Goo" (คั่นกู)                      | Ganador   | [ 76 ]                  |
| 2021 | Thailand Zocial Awards 2021              | Person of The Year - Couple of The Year                           | 2gether: The Series                  | Ganador   | [ 77 ]                  |
| 2021 | Sanook Awards 2020                       | Best Couple                                                       | 2gether: The Series                  | Ganador   |                         |
| 2021 | Sanook Awards 2020                       | Thai Song Of The Year                                             | "Yang Khu Kan" (ยังคู่กัน)               | Ganador   | [ 78 ]                  |
| 2021 | JOOX Thailand Music Awards 2021          | Song of The Year                                                  | "Kan Goo" (คั่นกู)                      | Nominado  | [ 79 ]                  |
| 2021 | JOOX Thailand Music Awards 2021          | New Artist of The Year                                            |                                      | Nominado  | [ 79 ]                  |
| 2021 | JOOX Thailand Music Awards 2021          | Top Social Artist of The Year                                     |                                      | Nominado  | [ 79 ]                  |
| 2021 | Line TV Awards 2021                      | LINETV Best Thai Song                                             | "Kan Goo (คั่นกู)"                      | Nominado  | [ 80 ]                  |
| 2021 | Line TV Awards 2021                      | LINETV Best Kiss Scene                                            | 2gether: The Series                  | Nominado  | [ 80 ]                  |
| 2021 | 12th Nataraja Awards                     | Best Drama Song Award                                             | "Kan Goo" (คั่นกู)                      | Ganador   | [ 81 ]                  |
| 2021 | 12th Nataraja Awards                     | Best Cast Ensemble                                                | 2gether: The Series                  | Nominado  | [ 82 ]                  |
| 2021 | Kazz Awards 2021                         | Attractive Young Man Of The Year                                  | Still 2gether                        | Ganador   | [ 83 ]                  |
| 2021 | Kazz Awards 2021                         | Imaginary Couple of the Year                                      | Still 2gether                        | Ganador   | [ 83 ]                  |
| 2021 | Kazz Awards 2021                         | Best Actor                                                        | Still 2gether                        | Ganador   | [ 83 ]                  |
| 2021 | Kazz Awards 2021                         | Best Scene                                                        | Still 2gether                        | Ganador   | [ 83 ]                  |
| 2021 | Asia Artist Awards 2021                  | Asia Celebrity Award for Actor                                    |                                      | Ganador   | [ 84 ]                  |
| 2021 | True ID Music Awards 2021                | Best Singer of the Year                                           |                                      | Nominado  | [ 85 ]                  |
| 2021 | T-POP Stage Awards                       | Music of the week                                                 | "Sad Movie" with Nattawut Srimhok    | Ganador   | [ 86 ]                  |
| 2021 | Maya Awards 2021                         | Charming Boy                                                      |                                      | Nominado  |                         |
| 2021 | Maya Awards 2021                         | Best Couple                                                       |                                      | Nominado  |                         |
| 2021 | Maya Awards 2021                         | Popular Drama Soundtrack                                          | "Yang Khu Kan" (ยังคู่กัน) Still 2gether | Nominado  |                         |
| 2021 | Maya Awards 2021                         | Male Rising Star                                                  |                                      | Nominado  |                         |
| 2021 | Thairath Best of 2021                    | Couple of the Year                                                | Still 2gether                        | Ganador   | [ 87 ]                  |
| 2021 | Central BL Awards 2021: Mexico           | Best Couple                                                       | 2gether: The Series                  | Ganador   | [ 88 ]                  |
| 2021 | Central BL Awards 2021: Mexico           | Mister BL                                                         | 2gether: The Series                  | Ganador   | [ 88 ]                  |
| 2021 | Central BL Awards 2021: Mexico           | Best Seme/ Actor                                                  | 2gether: The Series                  | Ganador   | [ 88 ]                  |
| 2021 | Thailand Actors Award 2021: Japan        | Best Couple                                                       | 2gether: The Movie                   | Ganador   | [ 89 ]                  |
| 2021 | Thailand Actors Award 2021: Japan        | Best Actor                                                        | 2gether: The Movie                   | Ganador   | [ 89 ]                  |
| 2021 | T-POP of the Year Awards 2021            | Best Rookie                                                       | "Unmovable" (Move ไปไหน)             | Nominado  | [ 90 ]                  |
| 2022 | JOOX Thailand Music Awards 2022          | Top Social Thai Artist of the year                                |                                      | Nominado  | [ 91 ]                  |
| 2022 | JOOX Thailand Music Awards 2022          | Collaboration Song of the Year                                    | "Sad Movie" with Nattawut Srimhok    | Nominado  | [ 92 ]                  |
| 2022 | Thailand Zocial Award 2022               | Best Entertainment Performance on Social Media: Actor Category    | F4 Thailand Astrophile               | Ganador   | [ 93 ]                  |
| 2022 | Maya Entertain Awards                    | Charming Boy                                                      | F4 Thailand                          | Nominado  | [ 94 ]                  |
| 2022 | Maya Entertain Awards                    | Best Couple                                                       | F4 Thailand                          | Nominado  | [ 94 ]                  |
| 2022 | Maya Entertain Awards                    | Popular Male Star                                                 | F4 Thailand                          | Nominado  | [ 94 ]                  |
| 2022 | SiamRath Online Award 2022               | Popular Male Star                                                 | F4 Thailand                          | Ganador   |                         |
| 2022 | Kazz Awards 2022                         | Popular Male Teenager                                             | F4 Thailand                          | Ganador   | [ 95 ]                  |
| 2022 | Kazz Awards 2022                         | Best Scene (shared with Tontawan Tantivejakul)                    | F4 Thailand                          | Nominado  |                         |
| 2022 | The 3rd Mani Mekhala Awards (2022)       | ดาราชายมหานิยมมหาชน (The Most Public Popular Male Celebrity Award) | F4 Thailand                          | Ganador   | [ 96 ]                  |
| 2022 | The 3rd Mani Mekhala Awards (2022)       | ซุปเปอร์สตาร์เจ้าเสน่ห์ (Charismatic Superstar Award)                   | F4 Thailand                          | Ganador   | [ 96 ]                  |
| 2022 | Content Asia Awards                      | Best Original Song: For Movie or An Asian TV Program              | "Night Time" Ost. F4 Thailand        | Nominado  | [ 97 ]                  |
| 2022 | Content Asia Awards                      | Best Original Song: For Movie or An Asian TV Program              | "One Hug" Ost. 2gether: The Movie    | Nominado  | [ 97 ]                  |
| 2022 | Content Asia Awards                      | Best Original Song: For Movie or An Asian TV Program              | "Who Am I" Ost. F4 Thailand          | Nominado  | [ 97 ]                  |
| 2022 | The 27th Asian Television Awards (ATA)   | Best Theme Song                                                   | "Who Am I" Ost. F4 Thailand          | Nominado  | [ 98 ]                  |
| 2022 | Asian Academy Creative Awards (AAA) 2022 | Best Theme Song or Title Theme: National Winners                  | "Who Am I" (Ost. F4 Thailand)        | Ganador   | [ 99 ]                  |
| 2022 | Asian Academy Creative Awards (AAA) 2022 | Best Theme Song or Title Theme: Grand Final Winners               | "Who Am I" (Ost. F4 Thailand)        | Ganador   |                         |
| 2022 | GQ Men of the Year Awards 2022: MOTY     | Actor of the Year                                                 | F4 Thailand                          | Ganador   | [ 100 ]                 |
| 2023 | Sanook Awards 2022                       | Actor of the Year                                                 | F4 Thailand Astrophile               | Nominado  |                         |
| 2023 | Daradaily Awards 2022                    | Star of the Year                                                  |                                      | Ganador   | [ 101 ]                 |
| 2023 | Komchadluek Awards 2022                  | Most Popular Actor                                                | Astrophile                           | Ganador   | [ 102 ]                 |
| 2023 | Guitar Mag Awards 2023                   | Star Single Hit of the Year                                       | "Lost & Found"                       | Nominado  | [ 103 ]                 |
| 2023 | KAZZ Awards 2023                         | Men's Superstar Award                                             | Astrophile                           | Ganador   | [ 104 ]                 |
| 2023 | KAZZ Awards 2023                         | Best Actor Award                                                  | Astrophile                           | Nominado  | [ 104 ]                 |
| 2023 | Maya TV Awards 2023                      | Best Male Star of the Year                                        | Astrophile                           | Nominado  | [ 105 ]                 |
| 2023 | Maya TV Awards 2023                      | Charming Young Man of the Year                                    | Astrophile                           | Nominado  | [ 105 ]                 |
| 2023 | Maya TV Awards 2023                      | String Artist of the Year                                         | "Lost & Found"                       | Nominado  | [ 105 ]                 |
| 2023 | Thai Update 2023                         | Certificate of Appreciation: Most Popular Thai Actor              |                                      | Ganador   | [ 106 ]                 |
| 2023 | Nine Entertainment Award 2023            | Special Award: Most Engagement on Instagram                       |                                      | Ganador   | [ 107 ]                 |
| 2023 | Seoul International Drama Awards         | Outstanding Asian Star                                            | Astrophile                           | Nominado  | [ 108 ]                 |
| 2023 | HOWE Awards 2023                         | Popular Vote                                                      |                                      | Nominado  | [ 109 ]                 |
| 2023 | 14th Nataraja Awards                     | Best Cast Ensemble                                                | F4 Thailand                          | Nominado  | [ 110 ]                 |
| 2023 | MTV EMA Paris 2023                       | Best Asian Act                                                    |                                      | Nominado  | [ 111 ] [ 112 ] [ 113 ] |
| 2023 | MTV Video Music Awards Japan 2023        | Best Asian Celebrity                                              |                                      | Ganador   | [ 114 ] [ 115 ] [ 116 ] |
| 2023 | GQ Men of the Year Awards 2023: MOTY     | Thailand's Global Star                                            |                                      | Ganador   |                         |
| 2023 | 33rd Seoul Music Awards                  | Popular Thai Star Awards                                          |                                      | Nominado  |                         |
| 2023 | Tatler Ball Awards 2023                  | The Golden Cane Awardee                                           |                                      | Ganador   | [ 117 ] [ 118 ] [ 119 ] |
| 2023 | GQ Japan: Men of the Year Awards 2023    | Best Asian Entertainer                                            |                                      | Ganador   | [ 120 ] [ 121 ]         |
| 2023 | Central World Music Community Award 2023 | Artist Of The Year                                                |                                      | Nominado  |                         |